# Beogradsko-karlovačka arhiepiskopija
Beogradsko-karlovačka arhiepiskopija, središnja eparhija Srpske pravoslavne crkve u Srbiji. Sjedište eparhije je u Beogradu. Arhijerej administrator je Jovan Mladenović.

## Organizacija
Arhiepiskopija obuhvaća grad Beograd i neposrednu okolinu (Zemun, Krnjaču, Grocku, Železnik...). Arhiepiskopija ima četiri namjesništva sa sedam manastira (Rakovica, Slanci, Rajinovac, Vavedenje...) i veliki broj crkava.

## Vanjske poveznice
- Službene stranice Beogradsko-karlovačke arhiepiskopije  Arhivirana inačica izvorne stranice od 3. siječnja 2020. (Wayback Machine)